# Saint Clair (Missouri)
Saint Clair è un comune degli Stati Uniti d'America, situato nello Stato del Missouri, nella contea di Franklin.